# Хадзидакис, Джон
Иоаннис (Джон) Н. Хадзидакис (греч. Ιωάννης Χατζιδάκις; 1844 — 1921) — греческий математик, известный как автор собственного преобразования в дифференциальной геометрии. Его формула для собственного преобразования может быть применена при доказательстве теоремы Гильберта о погружении плоскости Лобачевского, согласно которой не допускается гладкого изометрического погружения в трёхмерное евклидово пространство.

## Биография
Родился на Крите в 1844 году. Окончил школу в Сиросе, в 1863 году поступил в Афинский университет на математический факультет. Окончил его в 1868 году, получив степень доктора философии, продолжил учёбу в университетах Парижа и Берлина. Учился в парижской школе дифференциальной геометрии, был учеником Карла Вейерштрасса в Берлине.
По возвращении в Грецию назначен лектором в 1880 году, а позже в 1884 году стал профессором. Покинул пост в 1914 году, будучи почётным профессором математики Афинского университета. Преподавал теоретическую механику в Национальном техническом университете Афин (1888–1914), математику в Афинской академии наук (1873–1900) и Военно-морской академии наук (1886–1891) At the University of Athens, he was Dean of the Faculty of Philosophy в 1890—1891 годах. Декан школы естественных наук в 1904—1905 годах, декан школы философии в 1911—1912 годах.
Скончался в 1921 году. Один его сын Георгиос стал лингвистом, другой сын Николаос — математиком.

## Работы
По данным Уильяма Каспара Грауштейна, математическое утверждение было опубликовано Луисом Раффи в 1893 году с ошибкой, которую исправил именно Хадзидакис, предоставив убедительные доказательства. Он является автором множества исследовательских работ и учебников, среди которых выделяются
- Εισαγωγή εις την ανωτέρα άλγεβρα (Введение в продвинутую алгебру);
- Επίπεδος αναλυτική γεωμετρία (Аналитическая планиметрия);
- Διαφορικός λογισμός (Дифференциальное исчисление);
- Θεωρητική Μηχανική (Теоретическая механика);
- Στοιχειώδης Γεωμετρία (Элементарная геометрия);
- Στοιχειώδης Αριθμητική (Элементарная арифметика);
- Θεωρητική Αριθμητική (Теоретическая арифметика);
- Ολοκληρωτικός Λογισμός (Интегральное исчисление).

### Избранные статьи
Опубликованы в немецких журналах под именем J. N. Hazzidakis.
- "Ueber einige Eigenschaften der Flächen mit constantem Krümmungsmaass." Journal für die reine und angewandte Mathematik (Crelle's Journal) 88 (1879): 68–73.
- "Ueber eine Eigenschaft der Unterdeterminanten einer symmetrischen Determinante." Journal für die reine und angewandte Mathematik 91 (1881): 238–247.
- "Ueber eine Eigenschaft der Systeme von linearen homogenen Differentialgleichungen." Journal für die reine und angewandte Mathematik 90 (1881): 80–82.
- "Ueber eine Differentialgleichung zweiter Ordnung." Journal für die reine und angewandte Mathematik 90 (1881): 74–79.
- "Ueber die Curven, welche sich so bewegen können, dass sie stets geodätische Linien der von ihnen erzeugten Flächen bleiben." Journal für die reine und angewandte Mathematik 95 (1883): 120–139.
- "Flächenerzeugung durch Krümmungslinien." Journal für die reine und angewandte Mathematik 98 (1885): 49–67.
- "Ueber invariante Differentialausdrücke." Journal für die reine und angewandte Mathematik 104 (1889): 102–115.
- "Der Flächensatz bei der Bewegung auf abwickelbaren Flächen." Journal für die reine und angewandte Mathematik 112 (1893): 140–147.
- "Lineare homogene Differentialgleichungen mit symmetrischer Integraldeterminante." Journal für die reine und angewandte Mathematik 111 (1893): 315–328.
- "Biegung mit Erhaltung der Hauptkrümmungsradien." Journal für die reine und angewandte Mathematik 117 (1897): 42–56
- "Über die Kräfte, die Kegelschnitte als Bahnen hervorrufen." Journal für die reine und angewandte Mathematik 133 (1908): 68–76.